# Comuna Mineralni Bani, Haskovo
Mineralni Bani (în bulgară Минерални Бани) este o comună în regiunea Haskovo, Bulgaria, formată din satele Anghel Voivoda, Susam, Boian Botevo, Breastovo, Karamanți, Koleț, Mineralni Bani, Sirakovo, Spahievo, Sărnița, Tatarevo și Vinevo. 

## Demografie
Componența etnică a comunei Mineralni Bani
     Romi (3,33%)
     Turci (51,39%)
     Bulgari (39,15%)
     Nicio identificare (6%)
     Altele (0,1%)
La recensământul din 2011, populația comunei Mineralni Bani era de 5.899 locuitori. Din punct de vedere etnic, majoritatea locuitorilor (51,39%) erau turci, existând și minorități de bulgari (39,15%) și romi (3,33%). Pentru 6,0% din locuitori nu este cunoscută apartenența etnică.